# The Holy Innocents
The Holy Innocents è un romanzo dello scrittore scozzese Gilbert Adair, pubblicato per la prima volta nel 1988. 

## Storia editoriale
Dopo la prima pubblicazione nel 1988, Adair ha revisionato il romanzo nel 2002, dopo aver scritto la sceneggiatura dell'adattamento cinematografico della propria opera per la regia di Bernardo Bertolucci. La versione revisionata del romanzo, con una trama più simile a quella della film, fu pubblicata nel 2003 con il titolo della pellicola, The Dreamers. Nello stesso anno Ubulibri ha pubblicato la prima edizione italiana di The Holy Innocents nel volume Sognando. The Dreamers, che racchiude sia il romanzo originale che la sceneggiatura del film realizzata dallo stesso Adair.

## Trama
Parigi, primavera 1968. Matthew è uno studente americano di cinema nella capitale francese e un giorno incontra al cinémathèque française i gemelli Guillaume e Danielle (Théo ed Isabelle nella revisione del 2003), con cui stringe un'amicizia. Quando il ministro della cultura André Malraux licenzia Henri Langlois, il direttore della cinémathèque, il cinema chiude i battenti, lasciando dozzine di cinefili per le strade, tra cui Matthew e i gemelli. Dato che i genitori si stanno per trasferire nella casa delle vacanze per alcune settimane, Guillaume e Danielle invitano Matthew a trascorrere quel tempo a casa loro. Matthew, affascinato da entrambi, si trasferisce dai gemelli e si accorge rapidamente che il legame tra i due, a tratti simbiotico, a tratti conflittuale, è singolarmente stretto e li sorprende anche dormire nudi insieme. L'amicizia tra i tre è inizialmente basata solo sul cinema e i giovani passano giornate a discutere e ricreare scene dai loro film preferiti. Per rendere le cose interessanti, i tre cominciano a sfidarsi con domande sulla settima arte, in cui ognuno può fare domande o recitare battute e stabilire le punizioni per lo sfidato che sbaglia. 
Il gioco, dapprima innocente, assume rapidamente delle connotazioni sessuali quando Danielle, per umiliare il fratello, lo costringe a masturbarsi davanti a loro dopo che Guillaume non è riuscito a indovinare il titolo di un film. Il gemello ricambia e, alla prima occasione, approfitta degli errori di Matthew e Danielle per costringere i due a consumare un rapporto sessuale con cui entrambi perdono la propria verginità. Persi i primi freni inibitori, i tre adolescenti continuano ad esplorare la propria sessualità per diversi giorni e Matthew può finalmente dare sfogo alla propria omosessualità quando Guillaume lo penetra davanti a Danielle. Il mondo segreto dei tre viene interrotto bruscamente da un sasso che infrange la finestra del salotto: i giovani si accorgono che nelle strade è scoppiata la rivolta e corrono ad unirsi ad essa. Qui, aggiornatisi sui motivi che hanno portato allo scoppio del Maggio francese, Guillaume, Danielle e Matthew assistono alla violenza della polizia contro i manifestanti. Quando il giovane americano interviene in aiuto di un ragazzo malmenato da un agente viene ucciso con un colpo di pistola. Settimane dopo, quando la cinémathèque riapre, Danielle e Guillaume tornano a frequentare accanitamente il cinema, solo per essere sorpresi una sera da una canzone che riporta loro in mente l'avventura vissuta con Matthew, commuovendo entrambi fino alle lacrime.

## Personaggi
- Matthew, uno studente americano che si trova a Parigi per studiare cinema e francese. Accanito cinefilo, il ventunenne Matthew lotta da anni per tenere nascosta la propria omosessualità.
- Guillaume, studente dell'ultimo anno di liceo e gemello di Danielle. Grande amante del cinema, Guillaume ha una personalità dominante e usa il sesso sia per controllare che punire sia Matthew che la sorella.
- Danielle, gemella di Guillaume e amica di Matthew. Ama vestirsi con abiti retrò ed è terrorizzata dall'idea che i genitori scoprano la natura intima ed erotica del suo rapporto con il gemello. Danielle è la prima a proporre un gioco sessuale nel romanzo e nel corso dello stesso perderà la verginità con Matthew.

## Adattamento cinematografico
Nel 2003 Bernardo Bertolucci ha realizzato un adattamento cinematografico del romanzo con il titolo di The Dreamers - I sognatori (The Dreamers). I tre ruoli principali furono interpretati da Michael Pitt, Louis Garrel ed Eva Green. I due gemelli furono ribattezzati Théo e Isabelle nella pellicola e mantennero i nuovi nomi anche nella versione revisionata del romanzo pubblicata nel 2003.

## Edizioni italiane
- Gilbert Adair, Sognando. The Dreamers. Con la sceneggiatura del film, Ubulibri, 2003, ISBN 8877482370.